# Renato Cappugi
Renato Cappugi (Firenze, 24 maggio 1901 – 23 marzo 1980) è stato un politico italiano.

## Biografia
Esponente della Democrazia Cristiana, nel 1946 viene eletto all'Assemblea Costituente. Dal 1948 al 1968 è deputato per la DC.
È stato anche Sottosegretario di Stato ai Trasporti nel IV Governo Fanfani, poi trasformato in Sottosegretario di Stato ai Trasporti e all'aviazione civile, carica che ha mantenuto anche nel I Governo Leone.
Con il II Governo Moro ha assunto l'incarico di Sottosegretario di Stato al Tesoro.
All'interno della Democrazia Cristiana ha fatto parte di Forze Sociali, corrente della sinistra sindacale, vicina alla CISL.
Muore a 78 anni, nel marzo del 1980.